# Jordan Challis
Jordan Challis (* 28. Februar 1992) ist ein neuseeländischer Eishockeyspieler, der seit 2021 bei den West Auckland Admirals in der New Zealand Ice Hockey League spielt.

## Karriere
Jordan Challis spielte seit Beginn seiner Karriere als Eishockeyspieler beim Botany Swarm, für den er in der Spielzeit 2007 als 15-Jähriger in der New Zealand Ice Hockey League debütierte. Mit dem Team aus Auckland wurde er 2007, 2008, 2010 und 2011 neuseeländischer Landesmeister. 2021 wechselte er zu den West Auckland Admirals, für die er seither spielt.

### International
Im Juniorenbereich stand Challis im Aufgebot der Neuseeländer bei den U18-Weltmeisterschaften 2008 und 2009 sowie den U20-Weltmeisterschaften 2008 und 2012 jeweils in der Division III.
Für Neuseeland nahm Challis an den Weltmeisterschaften der Division III 2009 und der Division II 2010, 2011, 2012, 2013, 2015, 2016, 2017, 2018, als er nach dem Spanier Adrián Ubieto die zweitmeisten Vorlagen gab und gemeinsam mit Ubieto und dessen Landsmann Pablo Muñoz die drittmeisten Scorerpunkte hinter den Spaniern Oriol Boronat und Patricio Fuentes erzielte, 2019 und 2023 teil.

## Erfolge und Auszeichnungen
- 2007 Neuseeländischer Meister mit dem Botany Swarm
- 2008 Aufstieg in die Division II bei der U20-Weltmeisterschaft der Division III
- 2008 Neuseeländischer Meister mit dem Botany Swarm
- 2009 Aufstieg in die Division II bei der Weltmeisterschaft der Division III
- 2010 Neuseeländischer Meister mit dem Botany Swarm
- 2011 Neuseeländischer Meister mit dem Botany Swarm

## NZIHL-Statistik
(Stand: Ende der Saison 2023)